# Ипуа, Самюэль
Самюэль Ипуа (фр. Samuel Ipoua; 1 марта 1973, Дуала, Камерун) — камерунский футболист, игравший на позиции нападающего.
Выступал в шести европейских футбольных чемпионатах, был игроком национальной сборной Камеруна.

## Клубная карьера
Во взрослом футболе дебютировал в 1992 году выступлениями во Франции за команду клуба «Ницца», в которой провёл четыре сезона, приняв участие в 72 матчах чемпионата.
В 1996 году присоединился к итальянскому «Торино», где имел проблемы с попаданием в основной состав команды. Поэтому уже в 1997 году перешел в австрийский «Рапид» (Вена), в котором снова регулярно получал игровое время, как и в следующей своей команде, которой в течение 1998—2000 годов была французская «Тулуза».
В течение 2000—2004 годов играл в Германии, где сменил три клуба — «Майнц 05», «Мюнхен 1860» и «Рот-Вайсс» (Ален), однако в одном из них закрепиться в команде не смог.
В сезоне 2004/05 защищал цвета бельгийского «Сент-Трюйдена», где уже был одним из основных нападающих. А завершил профессиональную игровую карьеру в люксембургском «Вильце», за команду которого выступал на протяжении 2005—2006 годов.

## Выступления за сборную
В 1997 году дебютировал в официальных матчах в составе национальной сборной Камеруна. В течение карьеры в национальной команде, которая длилась 2 года, провёл в форме главной команды страны 9 матчей.
В составе сборной был участником чемпионата мира 1998 года во Франции, где принял участие в двух играх группового этапа, который африканцы не смогли преодолеть, а также розыгрыша Кубка африканских наций 1998 года, который проходил в Буркина-Фасо.

## Ссылка
- Профиль на сайте FIFA.com (англ.)
- Профиль игрока (англ.) на сайте Transfermarkt
- Профиль на сайте National Football Teams (англ.)